# Malo Colas de La Baronnais
 (mai 2018).
Si vous disposez d'ouvrages ou d'articles de référence ou si vous connaissez des sites web de qualité traitant du thème abordé ici, merci de compléter l'article en donnant les références utiles à sa vérifiabilité et en les liant à la section « Notes et références ».
Malo Colas de La Baronnais, né le 15 novembre 1770 et mort le 10 novembre 1795, est un militaire français et un officier chouan.

## Biographie
Malo Colas de La Baronnais naît le 15 novembre 1770 à Saint-Enogat, aujourd'hui à Dinard, au manoir de La Baronnais. Il est le fils de François-Pierre Collas de La Baronnais, officier au régiment Royal vaisseaux, et de Renée de Kergu, parents de 11 garçons et 9 filles, dont Louis Colas de La Baronnais et de Victor Colas de La Baronnais. La famille est issue de noblesse pauvre et campagnarde.

### Carrière dans La Royale
À l'âge de 10 ans, Malo Colas de La Baronnais s'engage dans La Royale en tant que mousse et participe à la guerre d'indépendance américaine où quatre de ses frères sont tués. Il monte en grade, le 1er mai 1786, il est nommé lieutenant de vaisseau.
Il est de retour à Saint-Enogat lorsque la Révolution française éclate, le port devient une des principales zones de départ pour les émigrés en partance pour Jersey. Le père de Malo aide ces départs et son manoir sert d'auberge pour les nobles de passage, mais malade c'est son fils Malo qui le remplace alors que tous ses autres frères ont également émigré. Jusqu'en 1791, les autorités révolutionnaires laissent faire.

### L'Association bretonne
À cette même date, Malo Colas de La Baronnais rejoint l'Association bretonne dirigée par Armand Tuffin de La Rouërie et se voit confier le canton de Saint-Briac. Il assure dès lors les liaisons avec les Anglais, faits des aller-retour entre Jersey et Saint-Enogat, reçoit des armes les fait acheminer à l'intérieur du pays, aménage des caches, et est en relation avec Armand de Chateaubriand, dit L'ami des vagues et Vincent de Tinténiac, Le loup blanc. Il continue également de faire passer des émigrés à Jersey, parmi lesquels François-René de Chateaubriand. En mai 1791, selon un rapport des autorités 300 émigrés avaient gagné Jersey en 2 à 3 semaines. Cependant à partir de fin 1792, La Rouërie est en fuite, à plusieurs reprises il se réfugie au manoir La Baronnais notamment du 11 au 19 octobre et du 9 au 10 janvier 1793. Le 30 janvier, La Rouërie meurt à Saint-Denoual.

### Virée de Galerne

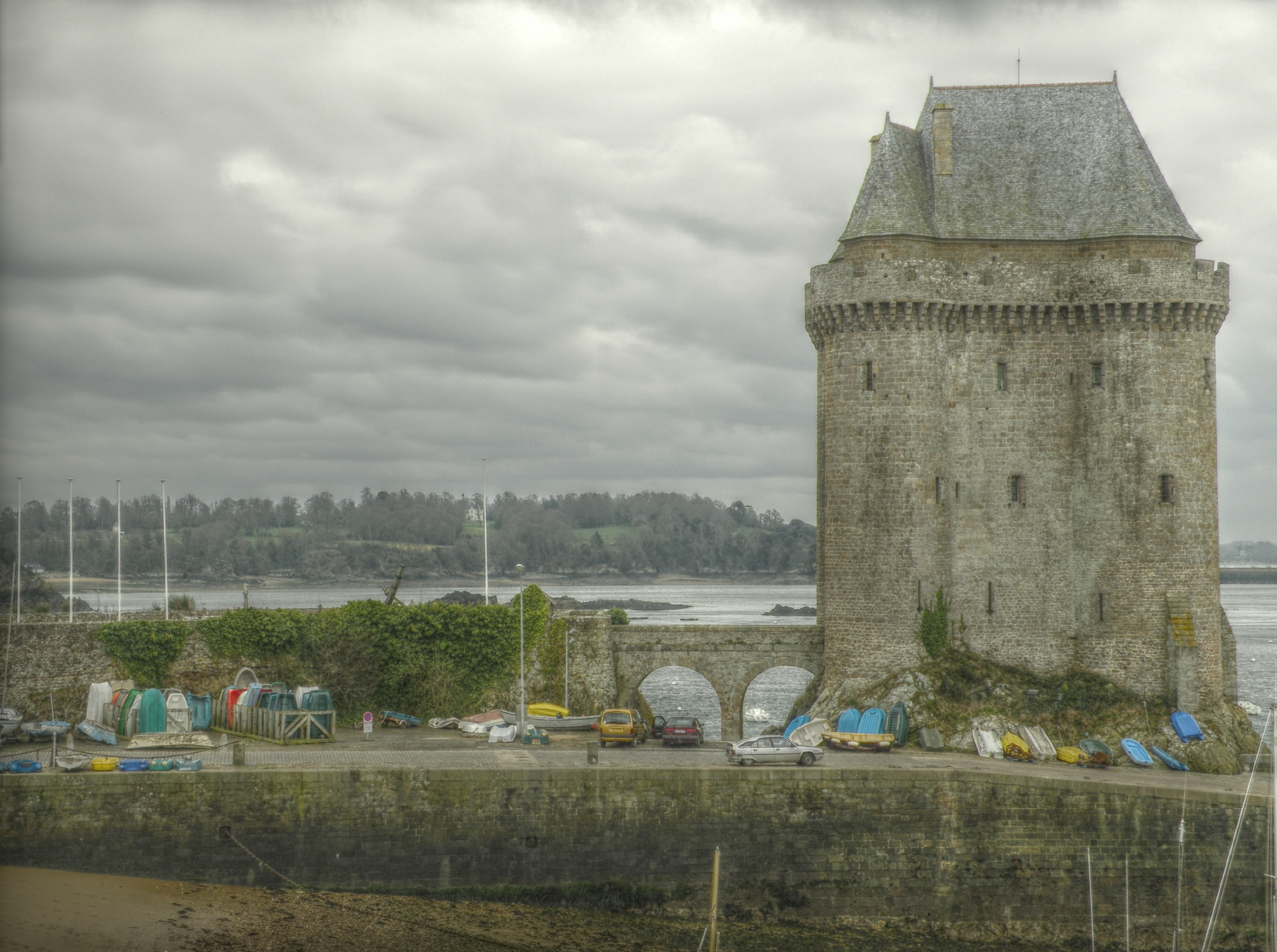
La Tour Solidor

Le 18 mars 1793, paysans et marins se révoltent contre la levée en masse, mais rapidement le soulèvement est réprimé. La Baronnais reste lié aux Britanniques, il les renseigne notamment sur les forces républicaines à Saint-Malo.
En 1793 deux des frères La Baronnais servant dans l'armée des émigrés sont tués au combat, l'un d'eux était une connaissance de Châteaubriand.
La Baronnais ne joue pas un grand rôle dans la Virée de Galerne, il aide toutefois Vincent de Tinténiac à débarquer en Bretagne depuis Jersey afin d'aller proposer l'aide anglaise au Vendéens à condition de prendre un port. La Baronnais se tient prêt à agir à Saint-Malo mais les Vendéens préfèrent finalement attaquer Granville où ils échouent.
Après Granville, la surveillance des républicains augmente, le 6 novembre 1793, Malo est arrêté et enfermé à la Tour Solidor à Saint-Malo ou sa mère et 4 de ses sœurs le rejoignent un mois plus tard. Le père est assigné à résidence et le manoir est occupé par des gardes nationaux. Cependant la famille est finalement libérée le 12 janvier 1794.

### L'aide anglaise
Le 14 février 1794, Joseph de Puisaye, nouveau général en chef, élève Malo Colas de La Baronnais au grade de colonel et lui donne la division de Dinan (ou de Poudouvre).
Cependant, le 18 avril 1794, La Baronnais est de nouveau arrêté et renvoyé à Saint-Malo avec ses sœurs. Fin juillet, il est condamné à mort et est envoyé à Paris pour y être exécuté, ainsi que 44 autres détenus. En chemin à Laval, ils apprennent la chute de Robespierre et de la Terreur. Rejugés à Paris, ils sont acquittés et La Baronnais retourne chez lui en toute hâte. Il y retrouva également une de ses sœur, âgée de 15 ans, et rescapée des prisons de Nantes où elle avait échappé de peu à une noyade.
Début septembre, La Baronnais aide Joseph de Puisaye et quelques-uns de ses hommes, dont Mathurin Jean Dufour, à passer en Angleterre afin de négocier l'aide britannique.
Pierre Dezoteux de Cormatin, le second de Puisaye, s'installe alors à La Baronnais afin de se tenir au courant des nouvelles. Des caches sont aménagées et un souterrain permettait de gagner les bois très proches. Ils pouvaient aussi espérer l'aide de royalistes infiltrés dans les autorités républicaines.
Les Anglais dominent sur les mers, le 11 septembre 1794, une escadre de 33 navires britanniques croise dans la baie de Saint-Malo sans provoquer la moindre réaction de la part des républicains.

### Premiers combats
Pendant ce temps La Baronnais tente de lever des troupes, son frère Victor Colas de La Baronnais revient d'émigration, il sert comme second. Malo est de plus en contact avec Boishardy à Lamballe et Henri Baude de La Vieuville à Saint-Malo. Le 21 octobre, un premier débarquement d'armes a lieu, 15 espingoles et de la poudre sont remis aux insurgés.
Le 7 décembre, un nouveau débarquement a lieu à la Ville-Bottée, mais les chouans de Cormatin et Dufour sont surpris par les troupes du général Rey cependant les chouans ripostent et parviennent à s'enfuir, 9 soldats républicains sont tués.

### La Mabilais
Cependant en décembre 1794 Cormatin commence à négocier avec les républicains, il dispose du soutien de Boishardy mais La Baronnais est hostile à cette démarche et écrit à Puisaye. Cormatin quitte ensuite Saint-Enogat et se rend à Bréhand. La Baronnais ne tient pas compte des négociations, et ses chouans mènent des actions d'intimidation dans les villages, principalement en coupant des arbres de la liberté, mais le sang ne coule pas. Le général Rey tente également de faire arrêter les chefs chouans mais sans succès.
La troupe de La Baronnais augmente, il peut occasionnellement compter sur 2 000 hommes mais ses réelles forces reposent sur un noyau de 400 à 500 hommes soldés, dont de nombreux déserteurs, forçats évadés, voir mercenaires, troupes que Boishardy refusait d'admettre dans ses rangs.

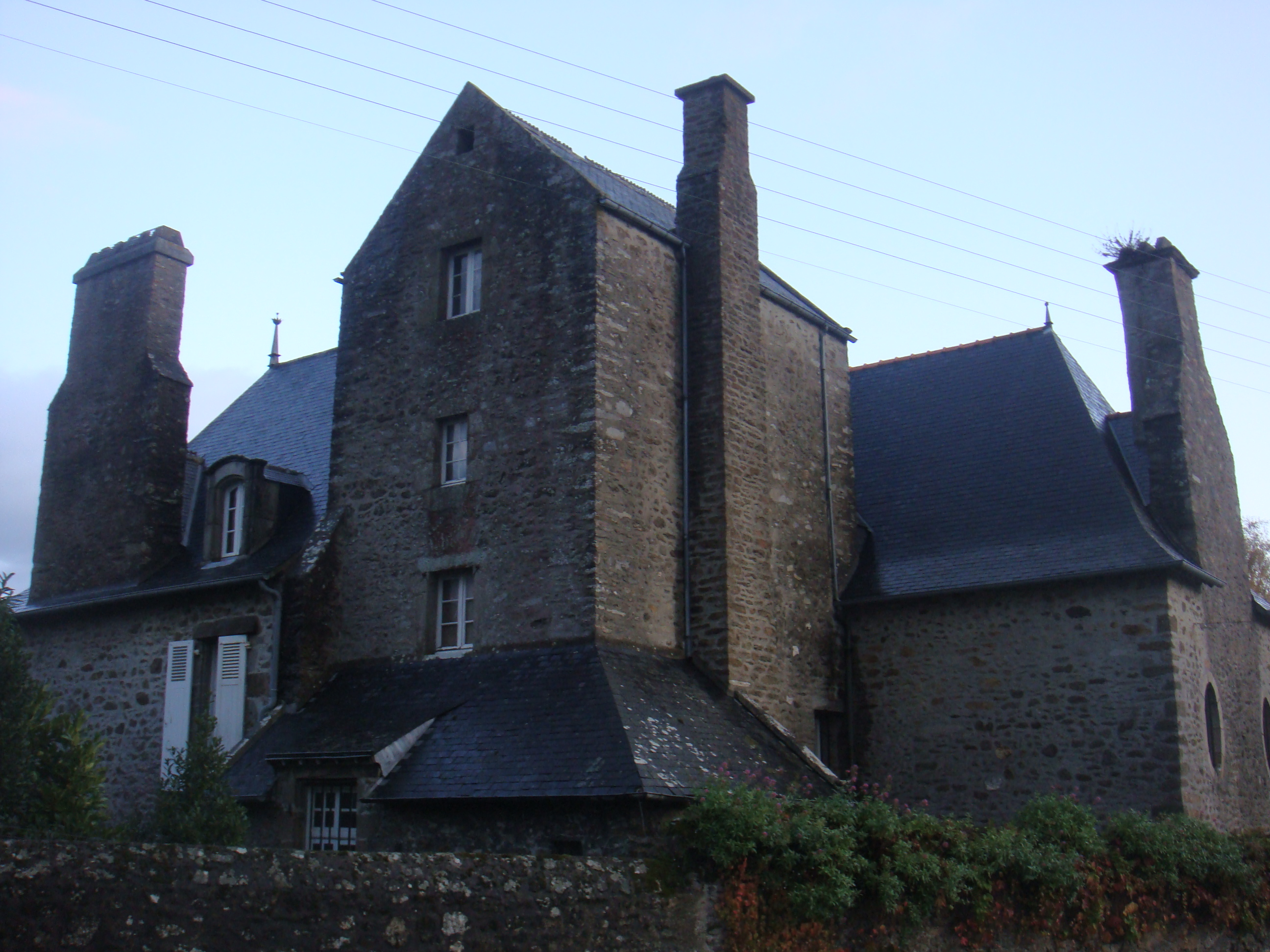
Manoir de La Baronnais

À cette période le général Louis d'Andigné est de passage à La Baronnais avec le colonel La Vieuville, il écrivit dans ses mémoires: 

« Cinq filles du chevalier La Baronnais, plusieurs de ses petites-filles et des femmes de chambre montèrent la garde tour à tour pendant notre séjour. Quatre d'entre elles étaient de faction toute la journée, à la moindre alerte on nous faisait entrer dans une cache. Ce château touchait une grande route sur laquelle des détachements républicains passaient fréquemment. La crainte qu'ils n'y entrassent nous mettait sans cesse sur le qui-vive; aussi en moins de 24 heures, nos aimables sentinelles nous forcèrent trois fois à nous cacher. Cette demeure était tellement surveillée que, malgré son peu de succès de la veille, une patrouille républicaine vint y faire une fouille générale le soir à neuf heures et demie. Nous étions sortis une demi-heure auparavant. »

Le 19 mars 1795, un premier traité est conclu, la signature de La Baronnais y figure. Le soir même pourtant, 35 chouans de sa division envahissent le presbytère de Saint-Lormel, puis celui de Pluduno, les deux prêtres constitutionnels forcés de crier « Vive le roi » et leurs maisons sont pillées.
Quelques jours plus tard les négociations s'ouvrent à la Mabilais, près de Rennes, La Baronnais s'y rend rapidement. Cependant il refuse, ainsi que la plupart des chefs chouans, de reconnaître la République, condition du traité et quitte la Mabilais avant même la fin des négociations. Après s'être entretenu avec Georges Cadoudal, La Baronnais gagne la Vendée où il rapporte à François-Athanase de Charette de La Contrie l'échec du traité puis il regagne Saint-Enogat.
Les Chouans de La Baronnais reprennent leurs activités, les arbres de la liberté de Saint-Briac-sur-Mer, Saint-Lunaire et Pleurtuit sont coupés en signe de déclaration de guerre.

### La deuxième chouannerie

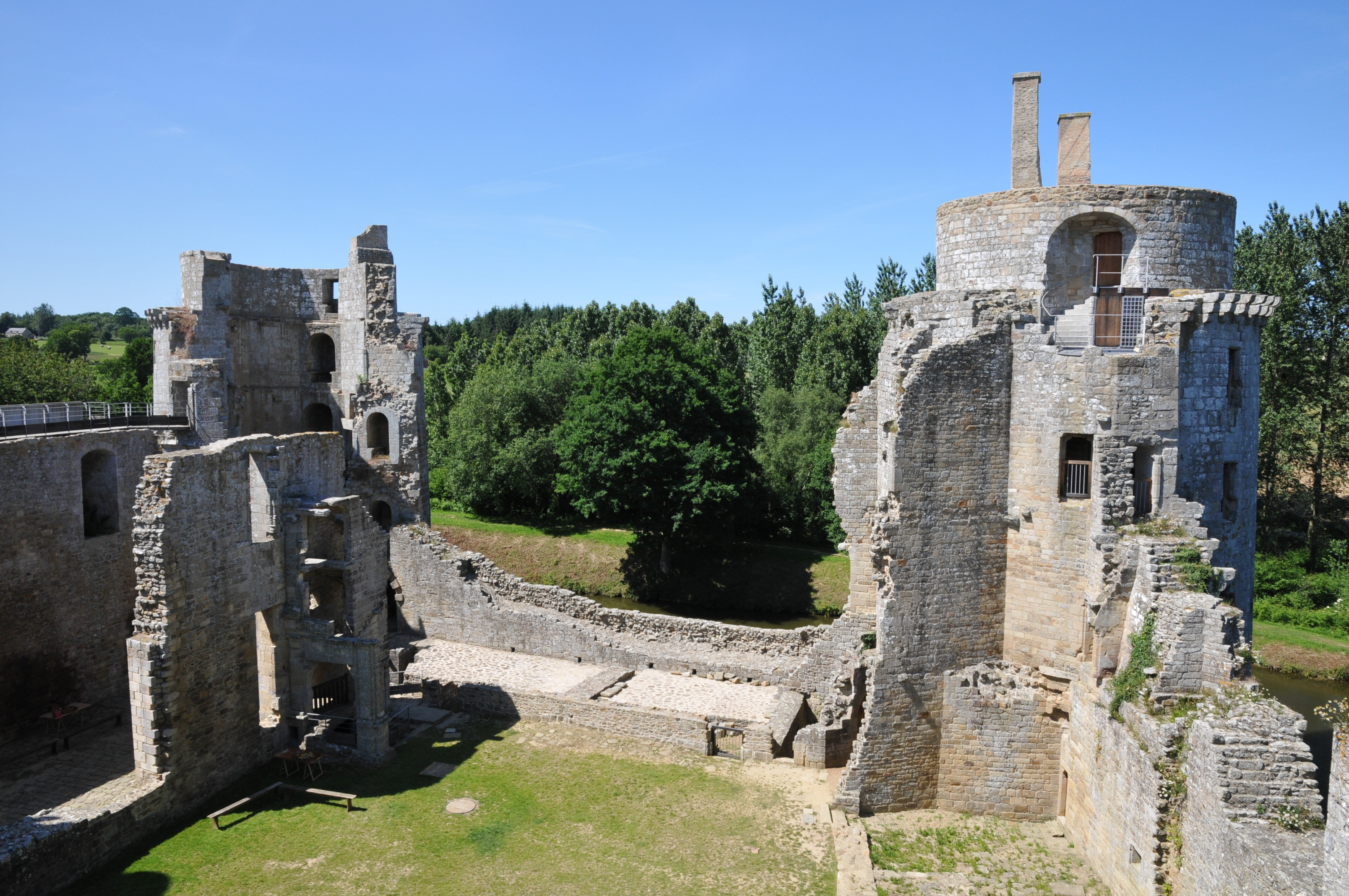
Le château de la Hunaudaye

Rapidement le sang coule, un combat a lieu près du château de la Hunaudaye, près de Lamballe. Le 19 avril 1795, les Chouans attaquent une troupe, tuent deux soldats républicains et se replient. Les Bleus les poursuivent mais tombent dans une embuscade, ils sont néanmoins sauvés par l'arrivée providentielle de renforts prenant les Chouans à revers. Les Républicains remportent le combat, déclarant avoir tué 200 Chouans, nombre certainement exagéré.
Les Chouans poursuivent néanmoins leurs opérations, des soldats républicains sont capturés, désarmés et contraints de crier « vive le roi. ». Un nouveau combat a lieu à Saint-Alban, le capitaine de Planguenoual est tué, ainsi que 3 Anglais.
Les chouans se rendent compte que les Républicains sont bien informés de leurs mouvements et devinent la présence d'un traître, un mendiant, qui finit par être démasqué. La Baronnais charge un de ses capitaine, La Sachère, dit sans-rémission de le liquider. Peu après, le mendiant est capturé mais celui-ci supplie La Sachère de l'épargner, déclarant avoir agi pour nourrir sa femme et ses enfants. Malgré son surnom, La Sachère prend pitié et le laisse partir, ce qui provoquera la colère de son chef La Baronnais. 
Le 27 mai, 150 Chouans menés par La Sachère s'emparent de 78 fusils entreposés dans le clocher de Pleurtuit. Des exécutions de notables républicains commencent également. Le 31 mai, La Baronnais à la tête d'une centaine d'hommes fait assassiner deux notables républicains qui sont fusillés ou tués à coups de baïonnettes, mais l'alerte est donnée et 25 grenadiers républicains se portent à la rencontre des Chouans. Le combat fait plusieurs morts mais les deux camps se replient sur leurs bases. Néanmoins quelques jours plus tard, des caches d'armes et des documents sont saisis par les Républicains.

### Tentative sur Saint-Malo
Le 27 juin une armée d'émigrés débarque à Quiberon, La Baronnais tente alors, mais sans grand succès de fixer sur son territoire les renforts républicains en route pour Quiberon. Cependant le territoire est dégarni de troupes et La Baronnais est informé que les Britanniques et les émigrés ont l'intention de débarquer une seconde armée menée par le comte d'Artois près de Saint-Malo. La Baronnais décide donc de tenter de prendre Saint-Malo, grâce à des complicités situées dans la ville, puis de livrer ce port aux Britanniques. Afin de faire diversion, Henri Baude de La Vieuville, colonel des Chouans de la division de Saint-Malo se charge d'attaquer Châteauneuf-d'Ille-et-Vilaine.
Le 9 juillet 1795 au matin, La Baronnais et plusieurs de ses hommes déguisés entrent dans Saint-Malo, les canonniers des remparts ont été soudoyés, mais à la suite d'indiscrétions où peut-être à cause du double-jeu de l'Agence royaliste de Paris, les Républicains ont vent de l'opération. Les Chouans s'en aperçoivent et évacuent la place sur ordre de La Baronnais. L'opération est d'autant plus un échec que La Vieuville est également repoussé à Châteauneuf-d'Ille-et-Vilaine par des troupes républicaines plus nombreuses que prévu.

### Autres combats
Deux frères de La Baronnais avaient participé à l'expédition de Quiberon, dans les jours qui suivent, ils rejoignent leurs frères.
Le lendemain de l'échec de Saint-Malo, La Baronnais et 240 de ses hommes occupent Plancoët où ils se contentent de couper l'arbre de la liberté, puis ils se dispersent mais un petit groupe de 12 hommes se heurte à une patrouille républicaine, 5 chouans sont tués, un autre est blessé et deux sont capturés, néanmoins un des prisonniers est abattu par un officier. 
Le gros des Chouans se dirige ensuite sur Ploubalay, plusieurs maisons sont pillées, le maire est enlevé et ne sera jamais retrouvé. La Baronnais gagne ensuite Saint-Pôtan où il est attaqué par un détachement républicain, le combat s'engage et le détachement se replie après avoir eu deux hommes de tués. Les Chouans gagnent ensuite la forêt de La Hunaudaye, puis ils se dispersent.
Les Chouans se retranchent dans la forêt de La Hunaudaye mais à Plédéliac et Plestan, 5 civils patriotes sont fusillés ce qui décide les Républicains à réagir. Le 24 juillet, les soldats républicains organisent une battue dans la forêt, ils se saisissent d'armes et de vivres mais presque tous les Chouans parviennent à s'enfuir.
Les assassinats d'administrateurs et de patriotes se poursuivent, le 6 août, La Baronnais fait exécuter son propre oncle, Gaudin de Beauchêne, coupable d'avoir dénoncé des Chouans aux Républicains.  
Quelques jours plus tard a lieu un combat au bois de la Motte où s'opposent plusieurs centaines d'hommes, les Chouans décrochent.
Cependant la population, bien que majoritairement favorable aux Chouans se lasse de la guerre, les Chouans recrutent de force, les Républicains commettent de nombreux pillages et des troupes de Faux chouans sont créées. De plus en plus de Chouans sont dénoncés aux autorités. 
En novembre les Chouans réquisitionnent les biens des acheteurs de biens nationaux et leur remettent un reçu. Les Républicains perdent ainsi 100 000 livres.

### Mort de La Baronnais
Le 10 novembre 1795, La Baronnais est seul à Plessix-Balisson ; averti de l'arrivée d'une troupe républicaine, il prend la fuite. Mais à cause de sa mauvaise vue, il se trompe de chemin et aperçoit trop tard les soldats qui lui tirent dessus. Touché à la cuisse, La Baronnais se réfugie dans le cimetière près de l'église du bourg. Opposant seul une résistance désespérée, il finit par être tué.
Son corps est dépouillé par les soldats, puis abandonné. Les habitants l'enterrent le lendemain.